# New Jewel Movement
New Joint Endeavor for Welfare, Education, and Liberation, eller New JEWEL Movement (NJM) var ett marxist-leninistiskt avantgardeparti i den lilla karibiska önationen Grenada. Rörelsen tog kontroll över landet med en framgångsrik revolution 1979 och härskade genom dekret tills de avsattes av den amerikanska militären efter invasionen av Grenada 1983. New Jewel Movement leddes av den unge advokaten Maurice Bishop sedan 1973 och NJM fungerade som ett oppositionsparti på Grenada under 1970-talet. Efter att ha förlorat parlamentsvalet 1976 mot styrande Grenada United Labour Party – som leddes av dåvarande auktoritäre premiärministern Eric Gairy – och protesterat mot upplevt valfusk, bildade NJM gerillan National Liberation Army (NLA), en militär grupp som användes i revolutionen 1979. Revolutionen genomfördes när den UFO-troende Eric Gairy befann sig i USA för att varna FN för en hotande utomjordisk invasion.
NJM beskrev sig själva som ett marxist-leninistiskt avantgardistiskt parti. Eftersom Grenada var ett jordbruksland utan mycket till industri eller större arbetsgivare ansåg man det lönlöst att kalla sig kommunistiskt arbetarparti. NJM styrde Grenada i fyra år med Michael Bishop som ledare. Radiostationen spelade en stor roll i mobiliseringen av folket, som till stor del fanns i jordbrukssektorn, i olika sociala och kulturella frågor. En falang av NJM var emellertid öppet Sovjet- och Kubavänligt, och kubaner kom till ön för att bygga den internationella flygplatsen Point Salines International Airport. 

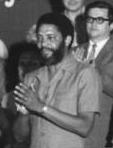
Maurice Bishop, partiledare, 1982.

Bishop var populär bland folket men ifrågasatt i NJM:s ledning. Hans främsta kritiker blev barndomsvännen, vice premiärministern och tillika finansministern och handelsministern Bernard Coard. Coard var även ansvarig för att normalisera förbindelserna med Sovjetunionen. När Bishop inte ville gå med på maktdelning, satte Coard honom under husarrest. En demonstration i huvudstaden ledde till Bishop befriades från husarresten av demonstranterna. Bishop och sju andra personer, inklusive ministrar i regeringen, blev efter några timmar infångade av armén och avrättade genom arkebusering. Det är oklart vem som ytterst tog beslutet om arkebusering, men ett antal personer dömdes senare för morden. 
En general Hudson Austin proklamerade sig själv som ledare för "Revolutionary Military Council", det revolutionära militärrådet, avsatte Bernard Coard, och blev nationens nye regeringschef. Austin beordrade fyra dagars utegångsförbud för alla, inklusive det som fanns kvar av den gamla ledningen för NJM. Sex dagar senare genomfördes den USA-ledda invasionen av Grenada med USA:s dåvarande president Ronald Reagan som överbefälhavare för invasionsstyrkorna. NJM avskaffades och andra partier tilläts igen.
Sjutton politiska och militära tjänstemän i den NJM-ledda regeringen (Grenada 17) ställdes senare inför rätta och dömdes för att vara ansvarig för morden av Bishop och de övriga sju avrättade personerna.